# 화순향교 만화루
화순향교 만화루(和順鄕校 萬化樓)는 대한민국 전라남도 화순군 화순읍 교동, 화순향교에 있는 건축물이다. 1984년 2월 19일 전라남도의 문화재자료 제60호로 지정되었다.

## 개요
향교는 공자와 여러 성현께 제사를 지내고 지방민의 교육과 교화를 위해 나라에서 세운 교육기관이다.
화순향교는 전형적인 향교 건축으로 조선 세종 15년(1433)에 처음 지었다고 전하나 그 뒤 불타 없어졌다．광해군 3년(1611)에 대성전만 다시　지었고, 인조 25년(1647) 만화루를 세운 것으로 보인다.
현재 남아있는 건물로는 대성전와 명륜당, 만화루, 동재, 서재, 외삼문 등이다.
외삼문 밖에 자리하고 있는 화순향교 만화루는 앞면 3칸·옆면 2칸 규모의 2층 누각이다. 지붕은 옆에서 볼 때 여덟 팔(八)자 모양인 팔작지붕으로 되어 있다. 2층 바닥의 높이는 약 1.7m 정도로 다소 높으며 1, 2층 모두 사방이 벽없이 개방되어 있고, 2층 주위에 난간을 설치하였다.
만화루는 여름철에 유생들이 공부하는 장소나 지방시험 장소로 쓰였으며, 전라도에서 유일한 향교 누각이다.
조선시대 향교에서는 나라에서 토지와 노비·책 등을 지원받아 학생을 가르쳤으나, 지금은 교육 기능은 없어지고 제사 기능만 남아 있다.

## 참고 자료
- 화순향교만화루 - 국가유산청 국가유산포털